# Abraham Mijares-Urrutia
Pour les articles homonymes, voir Mijares et Urrutia.
Abraham Mijares-Urrutia est un herpétologiste vénézuélien. 
Il travaille au Centro de Investigaciones en Ecología y Zonas Áridas de l'Université Francisco de Miranda au Venezuela.

## Taxons nommés en son honneur
- Atractus mijaresi Esqueda & La Marca 2005

## Taxons décrits
- Bufo sclerocephalus
- Euspondylus monsfumus
- Dendropsophus amicorum
- Dendropsophus yaracuyanus
- Drymarchon caudomaculatus
- Mabuya falconensis
- Mannophryne caquetio
- Mannophryne lamarcai
- Tepuihyla celsae

Mijares-Urrutia est l’abréviation habituelle de Abraham Mijares-Urrutia en zoologie.

Consulter la liste des abréviations d'auteur en zoologie ou la liste des taxons zoologiques assignés à cet auteur par ZooBank